# Wit-Russische parlementsverkiezingen 1995
De Wit-Russische (of Belarussische) parlementsverkiezingen van 1995 vonden op 14 mei (eerste ronde) en 10 december (tweede ronde) van dat jaar plaats. Het waren de eerste parlementsverkiezingen sinds het land in 1991 onafhankelijk was geworden na het uiteenvallen van de Sovjet-Unie. Aan de verkiezingen voor de Opperste Sovjet van Wit-Rusland namen verschillende partijen deel. De Partij van Communisten van Wit-Rusland (PCB) werd de grootste partij met 42 van de 260 zetels. De opkomst bij de verkiezingen was op 14 mei zo laag, dat 141 van de 260 parlementszetels niet bezet. Nieuwe verkiezingen, gehouden op 29 november en 10 december, waren noodzakelijk om het vereiste quorum van twee derde van de verkiesbare zetels te halen.
Volgens buitenlandse observanten waren de verkiezingen niet eerlijk verlopen.

## Uitslag
| Wit-Russische parlementsverkiezingen 10 december 1995 Opperste Sovjet van Wit-Rusland | Wit-Russische parlementsverkiezingen 10 december 1995 Opperste Sovjet van Wit-Rusland | Wit-Russische parlementsverkiezingen 10 december 1995 Opperste Sovjet van Wit-Rusland |
| Partij                                                                                | %                                                                                     | Zetels                                                                                |
| ------------------------------------------------------------------------------------- | ------------------------------------------------------------------------------------- | ------------------------------------------------------------------------------------- |
| Partij van Communisten van Wit-Rusland                                                | 21,2%                                                                                 | 42 / 260                                                                              |
| Agrarische Partij van Wit-Rusland                                                     | 16,7%                                                                                 | 33 / 260                                                                              |
| Volksovereenkomst-partij                                                              |                                                                                       | 8 / 260                                                                               |
| Verenigde Burgerpartij                                                                | 4,5%                                                                                  | 9 / 260                                                                               |
| Wit-Russische Sociaaldemocratische Partij Assemblée                                   | 6,1%                                                                                  | 2 / 260                                                                               |
| Partij van Nationale Eendracht                                                        |                                                                                       | 2 / 260                                                                               |
| Partijloos                                                                            |                                                                                       | 95 / 260                                                                              |
| Overige partijen                                                                      |                                                                                       | 7 / 260                                                                               |
| Vacant                                                                                |                                                                                       | 62 / 260                                                                              |
| Totaal                                                                                | 100%                                                                                  | 260                                                                                   |
| Bron: Elections to the Belarusian Supreme Soviet (1995)                               |                                                                                       |                                                                                       |

## Referendum
Tegelijk met de verkiezingen op 14 mei vond er een referendum plaats over het uitbreiden van de bevoegdheden van de president (Aleksandr Loekasjenko), herintegratie van Wit-Rusland in de Russische Federatie, het invoeren van het Russisch als de officiële taal van het land, het herstel van symbolen uit de tijd van de Sovjet-Unie en economische integratie van Wit-Rusland in Rusland. Het referendum was een reactie van de president, daar een meerderheid van de Opperste Sovjet zich op 11 april had uitgesproken tegen alle voornemens van Loekasjenko, behoudens de invoering van het Russisch als officiële taal. Alle voorstellen van de president werden door de bevolking in het referendum met ruime meerderheden goedgekeurd. Zo stemde 83,3% in met het voorstel om Russisch tot officiële taal te verheffen; 75,1% voor de introductie van nieuwe staatssymbolen (vlag, wapen); 83,3% voor een economische unie met Rusland en 77,7% voor het recht van de president om het parlement te ontbinden.